# Chiconcoac
Chiconcoac är en ort i Mexiko.   Den ligger i kommunen Jaltocán och delstaten Hidalgo, i den sydöstra delen av landet, 200 km norr om huvudstaden Mexico City. Chiconcoac ligger 196 meter över havet och antalet invånare är 124.
Terrängen runt Chiconcoac är kuperad åt sydost, men åt nordväst är den platt. Runt Chiconcoac är det ganska tätbefolkat, med 248 invånare per kvadratkilometer. Närmaste större samhälle är Huejutla de Reyes, 11,5 km öster om Chiconcoac. I omgivningarna runt Chiconcoac växer i huvudsak städsegrön lövskog.